# گالووی

گالووی (قرمز) در اسکاتلند (صورتی) در بریتاینی (خاکستری روشن)

گَلووِی (لاتین: Gallovidia) منطقه‌ای در جنوب غربی اسکاتلند است که شامل شایرهای تاریخی ویگ‌تاون‌شیر و کرککادبرایت‌شیر می‌شود. گالوی از غرب و جنوب به دریا و از شمال به تپه‌های گلووی و از شرق به رود نیث محصور می‌شود. مرز بین کرککادبرایت‌شیر و ویگ‌تاون‌شیر با رود کری معین می‌شود. این رود در طول تاریخی تغییر مسیر زیادی داشته و مرزهای این منطقه را دستخوش تغییر کرده.
گونه‌ای گاو سیاه بدون شاخ به نام گاو گالووی به نام این منطقه نامگذاری شده‌است.